# Kris Allen (album)
Kris Allen là album đầu tay của Aemrican Idol season 8 Kris Allen. Trước khi thu âm, nhiều người thắc mắc Kris sẽ hát thể loại nào trong album. Lauren Christy nói rằng Kris có giọng hát và dáng vẻ của một ca sĩ nhạc pop, trong khi Howard Benson khuyên Kris nên làm một "real active rock record." Nhưng Kris nói điều duy nhất anh muốn làm là "just be respected in the music industry. Whether that means selling albums or winning Grammys or just people liking my music, that's all I really want to do."
Album phát hành ngày 17 tháng 11 năm 2009 (23/11/2009 ở New Zealand) Album gồm 12 bài hát. Album bán hơn 80,000 đĩa vào tuần đầu tiên, xếp thứ 11 trên Billboard 200 và đến nay bán ra khoảng 270,000 bản. Bài "Before we come undone" được hát ở American Idol season 9.
Đặc biệt trong album còn có bài Red guitar là những kỷ niệm của Kris Allen về những ngày còn tranh tài trong cuộc đua. Đây cũng là bài hát duy nhất mà Kris tự sáng tác dành tặng vợ mình trước khi anh tham gia American Idol. "Tôi đã tặng vợ tôi một cây đàn guitar màu đỏ từ hồi sinh nhật cô ấy cách đây không lâu, với hi vọng cô ấy sẽ thích chơi loại nhạc cụ này - Kris nói - nhưng vợ tôi đã không hề đụng tới cây đàn và nó trở thành vật trang trí tường. Một ngày kia, tôi nhấc cây guitar lên và bắt đầu chơi, và những cảm xúc để sáng tác bài hát bắt đầu từ đó".

## Các track
Kris viết 9 trên tổng số 12 track, 4 bonus track.
| STT | Nhan đề                                                     | Sáng tác | Producer(s)                       | Thời lượng |
| --- | ----------------------------------------------------------- | --- | --------------------------------- | ---------- |
| 1.  | "Live Like We're Dying"                                     | Steve Kipner, Andrew Frampton, Danny O’Donoghue, Mark Sheehan                                               | Frampton, Kipner                  | 3:29       |
| 2.  | "Before We Come Undone"                                     | Kris Allen, Lindy Robbins, Greg Kurstin                                                                     | Kurstin (for SK1 Productions)     | 3:31       |
| 3.  | "Can't Stay Away"                                           | Allen, Robbins, Mike Elizondo                                                                               | Elizondo                          | 3:19       |
| 4.  | "The Truth"                                                 | Pat Monahan, Toby Gad                                                                                       | Gad                               | 4:40       |
| 5.  | "Written All Over My Face"                                  | Kipner, Frampton, O'Donoghue, Sheehan                                                                       | Frampton, Kipner                  | 3:34       |
| 6.  | "Bring It Back"                                             | Allen, Francis White                                                                                        | White (for Spilt Milk Management) | 3:42       |
| 7.  | "Red Guitar"                                                | Allen | Mike Flynn, Warren Huart          | 4:27       |
| 8.  | "Is It Over"                                                | Allen, Elizondo, Cale Mills                                                                                 | Elizondo                          | 3:34       |
| 9.  | "Let It Rain"                                               | Allen, Tobias Karlsson                                                                                      | Karlsson                          | 3:29       |
| 10. | "Alright With Me"                                           | Allen, Joe King                                                                                             | Flynn, King                       | 3:07       |
| 11. | "Lifetime"                                                  | Allen, Elizondo, Jon Foreman                                                                                | Elizondo                          | 3:38       |
| 12. | "I Need To Know"                                            | Allen, Robbins, Gad                                                                                         | Gad                               | 3:34       |
| 13. | "Heartless" (Kanye West cover) (Bonus track, all versions)  | Malik Yusef El Shabbaz Jones, Scott Mescudi, Kanye West, Ernest Wilson, Jeffrey Bhasker, Benjamin McIldowie | Salaam Remi                       | 3:42       |
| 14. | "Send Me All Your Angels" (Bonus track, Walmart version)    | Allen, Chris Daughtry, Elizondo                                                                             | Elizondo                          | 3:29       |
| 15. | "From the Ashes" (Bonus track, iTunes album pre-order only) | Allen, Robbins, Gad                                                                                         | Gad                               | 4:06       |
| 16. | "No Boundaries" (iTunes deluxe edition only)                | Kara DioGuardi, Cathy Dennis, Mitch Allan                                                                   | Emanuel Kiriakou                  | 3:30       |

## Music video
Music video "Live like we're dying" phát hành ngày 6 tháng 11 năm 2009 trên AOL's PopEater. "Live Like We're Dying" tiếp tục tấn công các bảng xếp hạng, đứng thứ 21 trên Billboard Hot 100. Đến tháng 2/2010, single này bán được 806,000 bản .
Trong mv có cảnh Kris chơi cả guitar và piano. "Bài hát có giai điệu sôi động và tôi nghĩ mọi người đều có thể hòa mình vào đó", Kris nói. Bài hát được nhiều người nhận xét là có ý nghĩa, giai điệu nhẹ nhàng rất hợp với giọng hát của Kris Allen.

## Vị trí trên các bảng xếp hạng
| Bảng xếp hạng (2009)  | Vị trí |
| --------------------- | ------ |
| Canadian Albums Chart | 50     |
| U.S. Billboard 200    | 11     |